# Flickan med handskarna
Flickan med handskarna är en svensk dokumentärfilm från 2015 av dokumentärfilmsregissören Iván Blanco.

## Handling
Hanna Sillén slåss med sitt eget kontrollbehov och är en av de bästa svenska kvinnorna i kampsporten Mixed martial arts. År 2010 utses hon till Sveriges bästa fighter och blir den första svenska kvinnan som går en professionell MMA-match på en herrgala i Sverige. 
Hanna är dock tystlåten och blyg, vilket kan bli ett hinder för att gå de stora internationella matcherna där showen är viktigare tekniken. Hon är obesegrad och har potential att bli bäst i världen när hon plötsligt blir knockad i första ronden. Då vänder allt. Detta är en dokumentär om en kvinnlig idrottares uppgång, nederlag och återfödelse.